# Форт Вајт (Флорида)
Форт Вајт (енгл. Fort White) град је у америчкој савезној држави Флорида. По попису становништва из 2010. у њему је живело 567 становника.

## Демографија
Према попису становништва из 2010. у граду је живело 567 становника, што је 158 (38,6%) становника више него 2000. године.
| Група             | 2000.       | 2010.       |
| Белци             | 197 (48,2%) | 334 (58,9%) |
| Афроамериканци    | 191 (46,7%) | 172 (30,3%) |
| Азијати           | 2 (0,5%)    | 3 (0,5%)    |
| Хиспаноамериканци | 14 (3,4%)   | 42 (7,4%)   |
| Укупно            | 409         | 567         |